# Coronation Street
Coronation Street is een langlopende Britse televisieserie (een zogenaamde soapserie) geproduceerd door ITV Granada Television. De eerste aflevering werd uitgezonden op 9 december 1960. Op 7 februari 2020 werd de tienduizendste aflevering uitgezonden. De serie wordt uitgezonden door de Britse zender ITV en is reeds lang zeer succesvol.
Het programma gaat over het alledaagse leven van de bewoners van Coronation Street in Weatherfield, een denkbeeldige arbeidersbuurt in Greater Manchester, waar het programma ook wordt opgenomen. Het café in de straat, de Rovers Return Inn, vervult een belangrijke rol in de serie als ontmoetingsplaats van de bewoners.
Op 17 september 2010 werd Coronation Street 's werelds langstlopende tv-soapserie in productie, nadat de Amerikaanse soap As the World Turns op die datum was geëindigd. Daarvoor was het al de langstlopende dramaserie in het Verenigd Koninkrijk. In 1971 verkocht Granada Television een recordaantal van 1144 afleveringen aan het Canadese televisiestation CBKST Saskatoon.
Tussen 1967 en 1975 zond in Nederland de VARA 428 afleveringen uit. Sinds 2010 is de serie vijf dagen per week te zien geweest bij SBS6. Vanaf 2006 werd de reeks ook uitgezonden door Vitaya, een kleine Belgische tv-zender.
De Nederlandse acteur Lex van Delden vervulde in 1981 een rol in de serie.

## Rolverdeling
Acteurs zijn sorteerbaar op achternaam, personages op voornaam.
| Acteur              | Personage              | Periode                            |
| ------------------- | ---------------------- | ---------------------------------- |
| Violet Carson       | Ena Sharples           | 1960-1980                          |
| Margot Bryant       | Minnie Caldwell        | 1960-1976                          |
| Lynne Carol         | Martha Longhurst       | 1960-1964                          |
| Arthur Lowe         | Leonard Swindley       | 1960-1965                          |
| Jack Howard         | Albert Tatlock         | 1960-1984                          |
| William Roache      | Ken Barlow             | 1960-heden                         |
| Pat Phoenix         | Elsie Tanner           | 1960-1973 • 1976-1984              |
| Doris Speed         | Annie Walker           | 1960-1983                          |
| Arthur Leslie       | Jack Walker            | 1960-1970                          |
| Eileen Derbyshire   | Emily Bishop           | 1961-2016 • 2019                   |
| Kenneth Cope        | Jed Stone              | 1961 • 1962-1963 • 1966 •2008-2009 |
| Jean Alexander      | Hilda Ogden            | 1964-1987                          |
| Bernard Youens      | Stan Ogden             | 1964-1984                          |
| Betty Driver        | Betty Turpin           | 1969-2011                          |
| Anne Kirkbride      | Deirdre Barlow         | 1972-2014                          |
| Barbara Knox        | Rita Sullivan          | 1972-heden                         |
| Elizabeth Dawn      | Vera Duckworth         | 1972-2008                          |
| Helen Worth         | Gail Platt             | 1974-heden                         |
| Bill Tarmey         | Jack Duckworth         | 1979-2010                          |
| Sue Nicholls        | Audrey Roberts         | 1979-heden                         |
| Michael Le Vell     | Kevin Webster          | 1981-heden                         |
| Sally Whittaker     | Sally Webster          | 1986-heden                         |
| Simon Gregson       | Steve McDonald         | 1989-heden                         |
| Beverley Callard    | Liz McDonald           | 1989-heden                         |
| Tina O'Brien        | Sarah Platt            | 1999-2007 • 2015-heden             |
| Sue Cleaver         | Eileen Grimshaw        | 2000-heden                         |
| Ryan Thomas         | Jason Grimshaw         | 2000-heden                         |
| Andrew Whyment      | Kirk Sutherland        | 2000-heden                         |
| Jennie McAlpine     | Fiz Brown              | 2001-heden                         |
| Kate Ford           | Tracy Barlow           | 2002-heden                         |
| Julia Haworth       | Claire Peacock         | 2003-2011                          |
| Anthony Cotton      | Sean Tully             | 2004-heden                         |
| Jenny Platt         | Violet Wilson          | 2004-heden                         |
| Michelle Keegan     | Tina McIntyre          | 2007-heden                         |
| Katy Cavanagh       | Julie Carp             | 2008-heden                         |
| Ayesha Dharker      | Tara Mandal            | 2008-2009                          |
| Catherine Tyldesley | Eva Price              | 2011-heden                         |
| Anne Kristen        | Olive Rowe             |                                    |
| John Michie         | Karl Munro             | 2011-heden                         |
| Bhavna Limbachia    | Rana Habeeb/Rana Nazir | 2016-2019                          |
| Will Mellor         | Harvey Gaskell         | 2021                               |

## Trivia
- De videoclip van het nummer I Want to Break Free van Queen is een parodie op de serie.

Concepta Riley · Elsie Lappin · Florrie Lindley · Joan Akers · Lionel Petty· May Hardman · Sandra Petty · Vera Lomax